# Bubacar Mané
Bubacar Mané es un deportista guineano que compite en judo. Ganó una medalla de plata en el Campeonato Africano de Judo de 2023, en la categoría de +100 kg.

## Palmarés internacional
| Campeonato Africano | Campeonato Africano    | Campeonato Africano | Campeonato Africano |
| Año                 | Lugar                  | Medalla             | Categoría           |
| ------------------- | ---------------------- | ------------------- | ------------------- |
| 2023                | Casablanca (Marruecos) | Medalla de plata    | +100 kg             |